# Тепањски Врх
Тепањски Врх (словен. Tepanjski Vrh) је насељено место у општини Словенске Коњице, Савињска регија, Словенија.

## Историја
До територијалне реорганизације у Словенији био је у саставу старе општине Словенске Коњице.

## Становништво
У попису становништва из 2011. године, Тепањски Врх је имао 142 становника.
| Број становника према пописима | Број становника према пописима | Број становника према пописима |
| ------------------------------ | ------------------------------ | ------------------------------ |
| 1991                           | 2002                           | 2011                           |
| 109                            | 126                            | 142                            |

Напомена: Године 2012. извршена је мања размена територија између насеља Брдо и Тепањски Врх.